# La Paternal

Lage von La Paternal in Buenos Aires

La Paternal ist ein Stadtteil im Zentrum von Buenos Aires, der Hauptstadt von Argentinien. Er ist 2,2 km² groß und hat zirka 20.000 Einwohner (Stand 2010), wurde 1904 gegründet und erhielt seinen Namen nach dem Bahnhof im Stadtteil. Der Stadtteil ist überwiegend Wohngebiet und mit Ein- und Mehrfamilienhäusern bebaut. Das Zentrum des Viertels wird von der Avenida San Martín und der Avenida Warnes gebildet. Das Fußballstadion ist Heimat der Argentinos Juniors, wo Diego Maradona seine Karriere begann. Jedes Jahr am 12. Juli wird der Stadtteiltag („Día del Barrio de La Paternal“) begangen.

## Lage und Verkehr
Mit den Stadtteilen Agronomía, Chacarita, Villa Crespo und Villa Ortúzar bildet La Paternal den Stadtbezirk (Comuna) 15.
Am besten erreichbar ist La Paternal durch die U-Bahn-Linie B – entweder bis zur Haltestelle ‚Federico Lacroze‘ oder bis ‚Tronador‘.
La Paternal liegt – vom Zentrum aus betrachtet – hinter dem Friedhof Chacarita (Ausstieg: U-Bahn-Haltestelle ‚Federico Lacroze‘). 
Der Stadtteil ist geographisch durch eine Zugstrecke unterteilt; sie nennt sich ‚Metropolitano‘ – ehemals ‚San Martín‘. Der größere und bekanntere Teil des Barrios La Paternal liegt zwischen dieser Zuglinie und der ‚Avenida San Martín‘.

## La Isla
Der kleinere und unbekanntere Teil des Stadtteils wird informell La Isla (die Insel) genannt. Dieser Name ist der isolierten Lage zu verdanken: La Isla wird begrenzt durch zwei unterschiedliche Zugstrecken sowie an den beiden anderen Seiten durch den Friedhof Chacarita und die landwirtschaftliche Fakultät (Agronomía) der Universität Buenos Aires (UBA). 
La Isla ist daher eher unberührt geblieben vom üblichen Großstadt-Stress, von Lärm, Luftverschmutzung und Kleinkriminalität. Viele Porteños bezeichnen diese Gegend daher auch als das ursprüngliche, das typische Barrio, weil es so ist, wie man es von früher kannte, als sich das soziale und familiäre Leben entspannt und überwiegend auf der Straße abspielte, und delinquente Ausfälle durch gegenseitige soziale Kontrolle in Grenzen gehalten werden konnten.

## Persönlichkeiten
- Carlos Bilardo (* 1939), Fußballspieler und -trainer
- Armando Borrajo (1976–2010), Radrennfahrer
- Andrés D’Alessandro (* 1981), Fußballspieler